# Román Klasszikusok
Román Klasszikusok könyvsorozat – az Állami Irodalmi és Művészeti Kiadó (ÁIMK) által 1955-ben (és nem, mint az RMIL I. kötetében áll: 1953-ban) indított könyvsorozat, amely a vele egy időben indított Magyar Klasszikusok párhuzamos sorozatának, a Haladó Hagyományaink folytatásának volt szánva. A valóságban még az ÁIMK-nál megjelent román klasszikusok egy része is sorozaton kívül vagy a Haladó Hagyományaink sorozatban látott napvilágot, s utóbb, 1960-tól a román klasszikusok és kortársak egyaránt sorozatjelzés nélkül kerültek a könyvpiacra.
A Román Klasszikusokban, a fűzött és kötött változat borítóján egyaránt feltüntetett sorozatemblémával összesen 6 kötet jelent meg: Mihai Eminescu Költemények (1955), Ion Creangă Válogatott munkái (1956), Ioan Slavici Anyja lánya (1956), Constantin Negruzzi Válogatott művei (1957), Vasile Alecsandri Válogatott versei (1958) és Alexandru Vlahuță Hideg tűzhely mellett (1959) c. kötete.
A Mihai Eminescu-versek tolmácsolásában az akkori idők fordítóinak legjava vett részt, Alecsandrit Szemlér Ferenc, Vlahuţă verseit Majtényi Erik; a prózaköteteket Engel Károly, Kakassy Endre és Lőrinczi László fordították.
1959-től az Irodalmi, 1970-től a Kriterion Könyvkiadó Román Írók sorozatában már válogatás nélkül jelent meg a klasszikus és kortárs román irodalom.